# Heteropolygonatum ginfushanicum
Heteropolygonatum ginfushanicum là một loài thực vật có hoa trong họ Măng tây. Loài này được (F.T.Wang & Tang) M.N.Tamura, S.C.Chen & Turland mô tả khoa học đầu tiên năm 2000.